# Lonerock
Lonerock è una città degli Stati Uniti d'America situata nell'Oregon, nella Contea di Gilliam.